# G 240-72
G 240-72 (eller WD 1748+708 eller LHS 455 eller GJ 1221) är en ensam stjärna i den mellersta delen av stjärnbilden Draken. Den har en skenbar magnitud av ca 14,15 och kräver ett teleskop för att kunna observeras. Baserat på parallax enligt Gaia Data Release 3 på ca 161 mas, beräknas den befinna sig på ett avstånd på ca 20,3 ljusår (ca 6,2 parsek) från solen. G 240-72 är den sjunde närmaste vita dvärgen (efter Sirius B, Procyon B, van Maanens stjärna, Gliese 440, 40 Eridani B och Stein 2051 B). Dess trigonometriska parallax är 0,1647 ± 0,0024 bågsekund, vilket motsvarar ett avstånd på 6,07 ± 0,09 parsek eller 19,80+0,29−0,28 ljusår.

## Egenskaper
G 240-72 är en närliggande degenererad stjärna (vit dvärg) av spektralklass DQP9.0 Den har en massa som är ca 0,81 solmassor, en radie som är ca 0,0098 solradier och har ca 0,000085 gånger solens utstrålning av energi från dess fotosfär vid en effektiv temperatur av ca 5 600 K. Trots att den klassificeras som "vit dvärg" bör den se gul ut, inte vit, på grund av låg temperatur. Den har en ren heliumatmosfär och roterar mycket långsamt, med en period på möjligen över 100 år.

### Anmärkning
1. Från skenbar magnitud och parallax.
2. Från ytgravitation och massa.
3. Kylålder, det vill säga ålder som degenererad stjärna (om man inte räknar varaktighet av tidigare existens som huvudseriestjärna och som jättestjärna)